# Cornelis van Campene

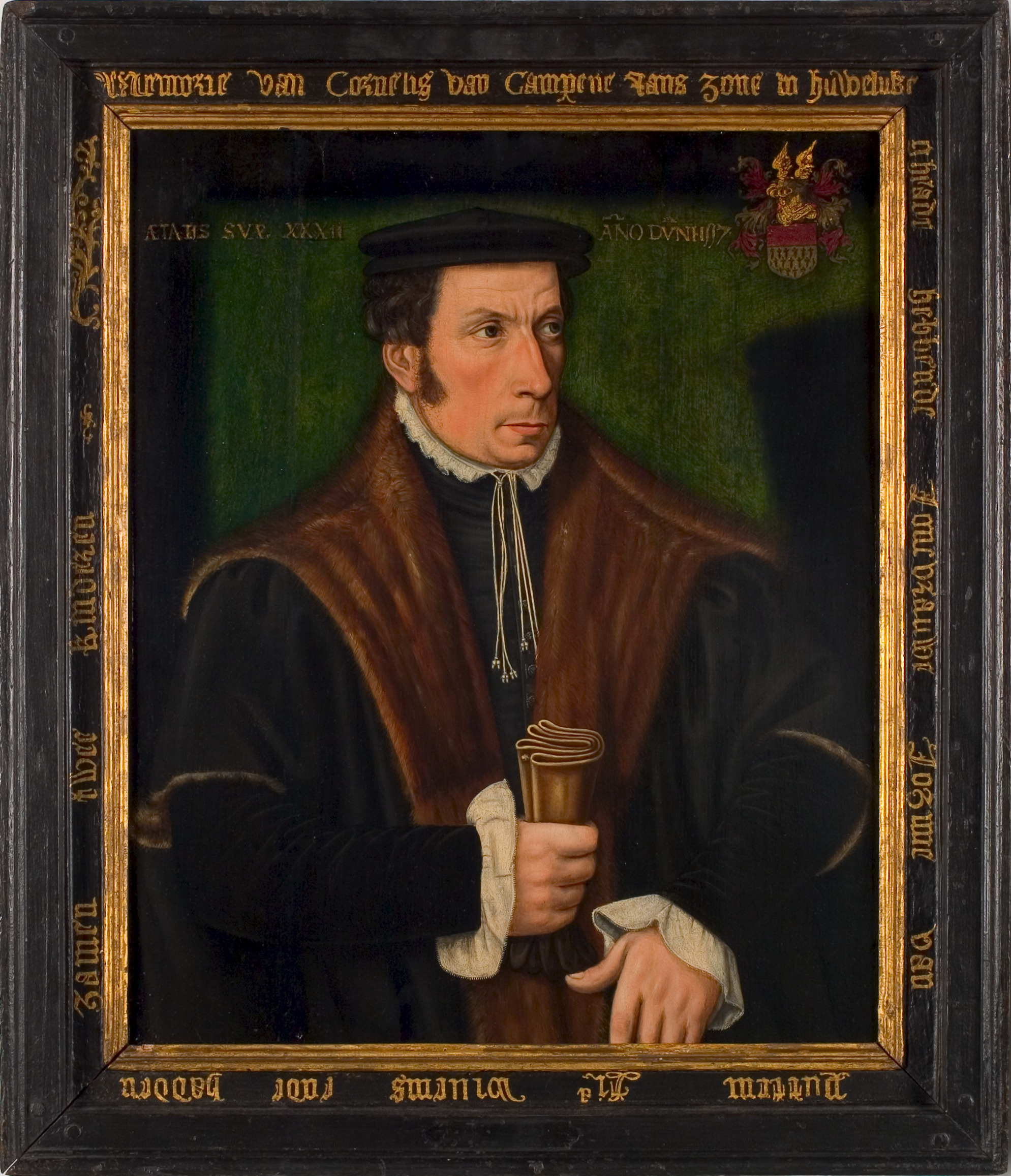
Portretschilderij van Cornelis van Campene uit 1557 (Rijksmuseum Twenthe)

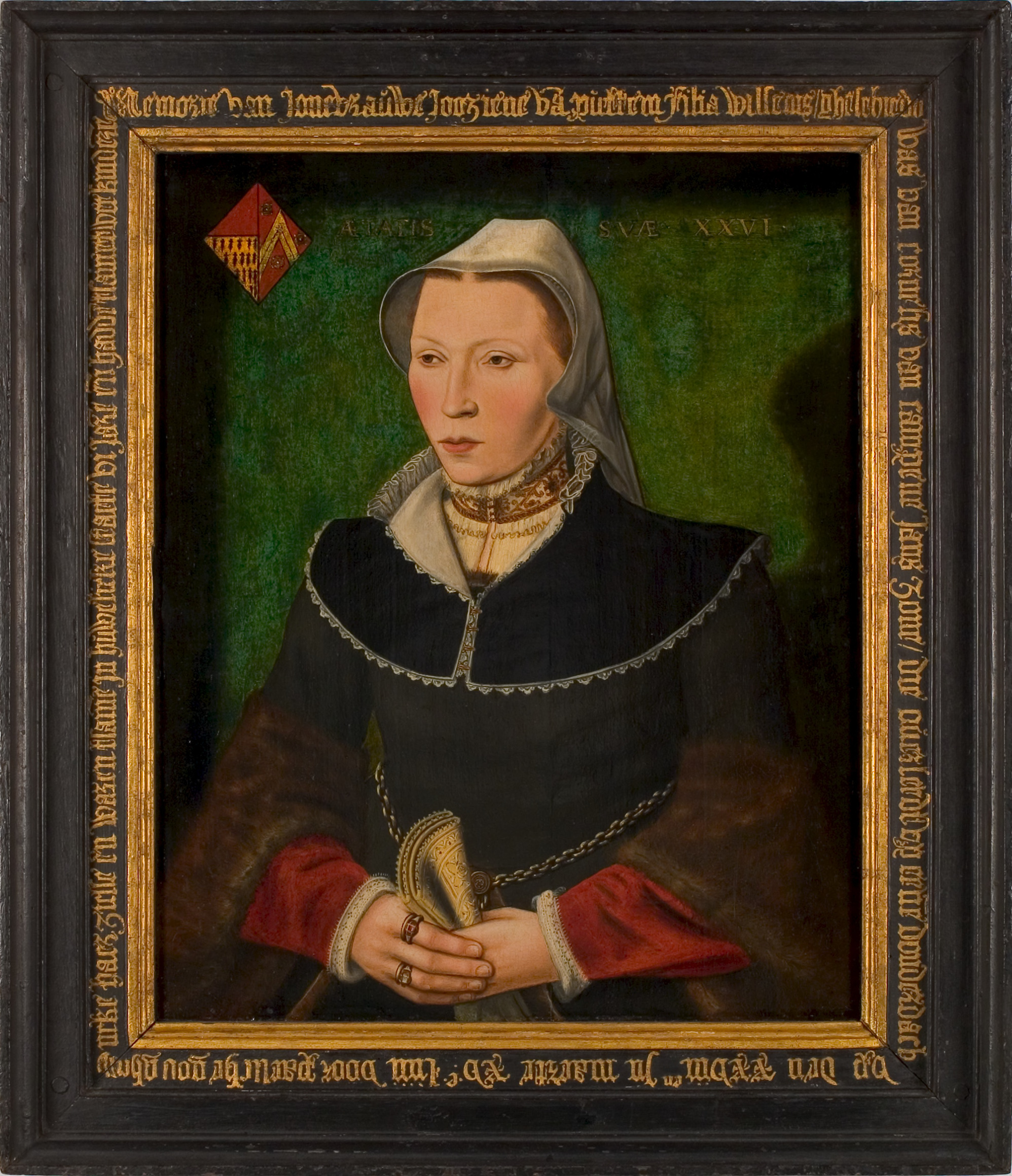
Portretschilderij van zijn vrouw Josijne van Puttem, ca. 1554 (Rijksmuseum Twenthe)

Cornelis van Campene (Gent, 24 juni 1516 – aldaar, 7 november 1567) was een Vlaams edelman, stadsbestuurder, koopman en dagboekschrijver.

## Leven
Hij was het oudste van de zeven kinderen van Jan van Campene en Josijne Ranst. Hij trouwde met Josijne van Puttem (1528-1554), met wie hij twee zonen had. Ze stierf op 26-jarige leeftijd. Hoewel van adel, liet Cornelis van Campene zich in met handel in zijden stoffen. Hij was actief in het gildebestuur en was schepen van de Keure en burgemeester in de Gentse stadsmagistraat.
Naar aanleiding van de godsdiensttroebelen begon hij een dagboek, dat waardevolle informatie biedt over de Beeldenstorm. Als gematigd katholiek stond Van Campene negatief tegenover deze gebeurtenissen. Ook schreef hij een genealogisch werk over zijn familie. Hij stierf na een lange ziekte en liet alleen een zestienjarige dochter Lievijne na. Op verzoek van zijn broer zette Filips van Campene het dagboek verder. Hun jongere broer Jan van Campene was een geus.

## Dagboek
Het dagboek van de broers beslaat de jaren 1566-1585. In 1867 vond Frans De Potter een autograaf Nederlands deel ervan terug, dat liep tot 5 april 1571. Tot die vondst was het werk alleen bekend uit de Latijnse vertaling gemaakt door Filip van Campene onder de titel Diarium rerum Gandavensium, en uit de 18e-eeuwse terugvertaling daarvan door pastoor Jan-Pieter van Male. Dit laatste werk, uitgegeven door Philips Blommaert, vertoonde tal van gebreken en was toegeschreven aan de broers De Kempenare (wat dus Van Campene had moeten zijn).

## Handschriften
- Bouck van den Geslachte van De Campene, 1566 (Gent, Universiteitsbibliotheek, ms. 638)
- Dagboek betreffende de geschiedenis van Gent 1566-1571 (Gent, Universiteitsbibliotheek, ms. G. 28)
- Diarium Rerum Gandavensium, ab anno 1566 usque ad annum 1585, per magistrum Philippum Campenaeum (Brussel, Koninklijke Bibliotheek, ms. 16.892 en 16.893)

## Uitgave
- Dagboek van Cornelis en Philip van Campene, behelzende het verhaal der merkwaardigste gebeurtenissen, voorgevallen te Gent sedert het begin der godsdienstberoerten tot den 5en april 1571, ed. Frans De Potter, Gent, 1870 (herdrukt 2001)